# Kandrax
Kandrax je izmišljeni lik u stripu Zagor. On je keltski druid s velikim čarobnim močima.

## Biografija lika
Oko 1000. godine grupa Kelta predvođena Kandraxom je isplovila iz Europe za Ameriku. Nakon što su došli u nju podigli su grad s ciljem da na tom području prošire keltsku civilizaciju. Kako je Kandrax već bio star bojao se da će umrijeti prije nego vidi grad u punom sjaju. Zato je uz pomoć nekoliko ljudi zatvorio sebe u stakleni sanduk pun plinova za očuvanje tijela te je zapao u stanje hibernacije. Sanduk je smješten u grobnicu na Stone Hillu. Stoljećima kasnije, arheolog MacLeod je pronašao grobnicu i tragač za blagom Digging Bill je privučen draguljima u sanduku razbio staklo. Plinovi su se raspršili i Kandrax se probudio iz višestoljetnog sna. 

### Prvi sukob sa Zagorom
Izašavši iz grobnice Kandrax je vidio da njegovog grada više nema te odlučio obnoviti keltsku civilizaciju u Americi. Hipnotizirao je nekoliko ljudi i uz njihovu pomoć dokopao se svih svojih čarobnih predmeta potrebnih za izvođenje čarolija. Da bi još više povećao svoje moći oteo je djevojku Margie Coleman kako bi ju žrtvovao svojim mračnim bogovima. No Zagor ga je zaustavio i u njihovoj međusobnoj borbi, Kandrax je pao u rijeku te nestao.

### Drugi sukob sa Zagorom
Vjerovalo se da je Kandrax mrtav no on je zapravo svojom voljom na dnu rijeke zapao u san kako bi obnovio snagu. Nakon nekog vremena izašao je iz rijeke i hipnotizirao lokalne razbojnike te od njih napravio svoje podanike. Arheolog MacLeod je u međuvremenu iskopao Kandraxov dvorac i ovaj ga je uz pomoć svojih sljedbenika zauzeo. Kada se domogao dvorca, Kandrax je iz njega krenuo s ostvarenjem svoga plana ali Zagor je s Indijancima napao dvorac i Kandraxovi sljedbenici su poraženi. U borbi sa Zagorom Kandrax je oboren i njegovo tijelo se raspalo u prah.

### Treći sukob sa Zagorom
Vjerovalo se da je Kandrax konačno mrtav no nije bilo tako. U dvorcu na Stone Hillu se nije raspalo njegovo tijelo nego jedan "stock", umjetni glineni dvojnik, dok je Kandrax prebačen u Dun Scaith-"Otok sjena" mjesto izvan granica vremena i prostora naseljno čudovištima kojima zapovjeda Mračni Donn, bog zla i Kandraxov gospodar. Ondje je Kandrax dobio uvid u "Fer Leabhair" crnu knjigu koja sadrži močne čarolije kojima je Zagora u drugom svijetu doveo na rub ludila. Pomoću još jednog "stocka" Kandrax je pokušao žrtvovati četiri djevojke da bi sebi omogućio povratak u Zagorov svijet no Zagor je uništio stocka i taj Kandraxov pokušaj je propao. Tada je Kandrax prijevarom uspio Zagora i njegovog prijatelja Tonku prebaciti u Dun Scaith dok se on vratio u Darkwood. Ondje stupa u savez s Indijancima izbačeni iz plemena Chippewa te pokvarenim traperima i lovcima na skalpove iz Kanade, starim Zagorovim neprijateljima. No Zagor se uspio vratiti u Darkwood uz pomoć božice Morrigan i porazio Chippewe i trapere uz pomoć grupe legendarnih irskih keltskih ratnika koji su također s njim došli. U konačnom obračunu "Crna knjiga" je uništena a Kandrax je ponovno pobjegao u "Dun Scaith".